# スズキ・GT
GT（ジーティー）は、スズキが製造販売していたオートバイのシリーズ車種。

## 概要
1960年代後半から1970年代初頭にかけてのTシリーズの後継シリーズとして1972年に登場。
2ストローク方式のエンジンを搭載する点は先代と共通ながら、新型の直列3気筒エンジンを採用したモデルを中心としたラインナップがシリーズ最大の特徴となる。
1972年発売のGT750・GT550・GT380ではそれぞれ3気筒エンジンを採用。なかでもGT750はスズキ初の750ccモデルであり、水冷エンジンを採用した点も特徴である。
他排気量においても250cc・185cc・125ccの各クラスにおいて直列2気筒エンジン搭載のGTシリーズとして更新されていき、100ccクラスには単気筒エンジンを搭載したGT100が登場した。
GTシリーズは1977年モデルないし1978年モデルが最終型となり、250ccクラス以下は後継のRGシリーズ（2ストロークエンジン搭載）へと更新され、400ccクラス以上は新型の4ストロークエンジンを搭載するGSシリーズへと代替された。

## GTシリーズのラインナップ
- GA50

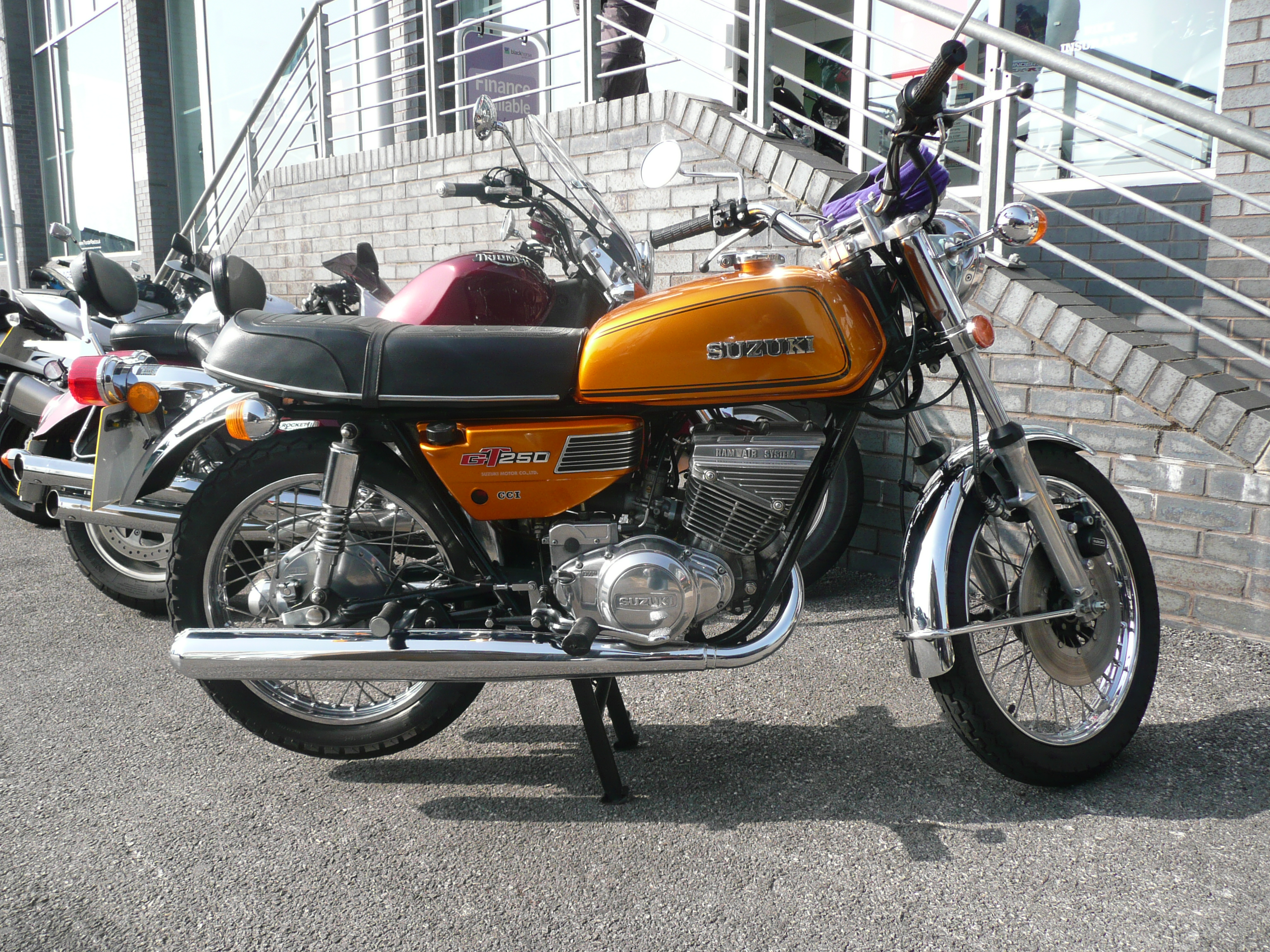
GT250

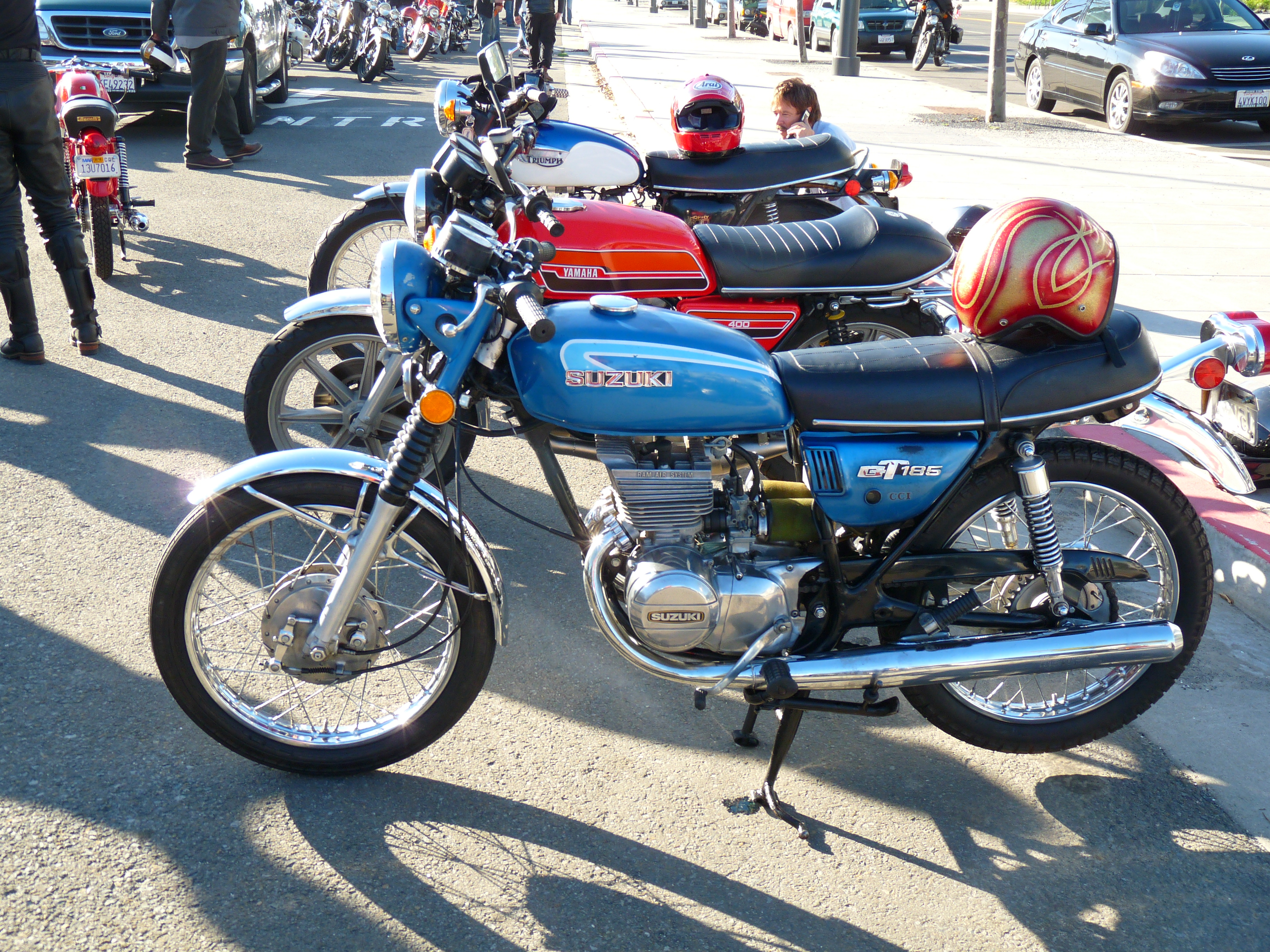
GT185

  - K50のフレームのシート部に加工を施され生産されたモデル。エンジン方式は独自の空冷2ストローク6馬力ロータリー式5速マニュアル式である。フロントフォークは後にコレダスクランブラーにも採用されている。欧州ではK50の名で販売されたが、ボディ側の設計は同じである。詳細は「スズキ・K」を参照。

- GT100
  - GT125空冷2ストローク単気筒エンジン搭載。

- GT125

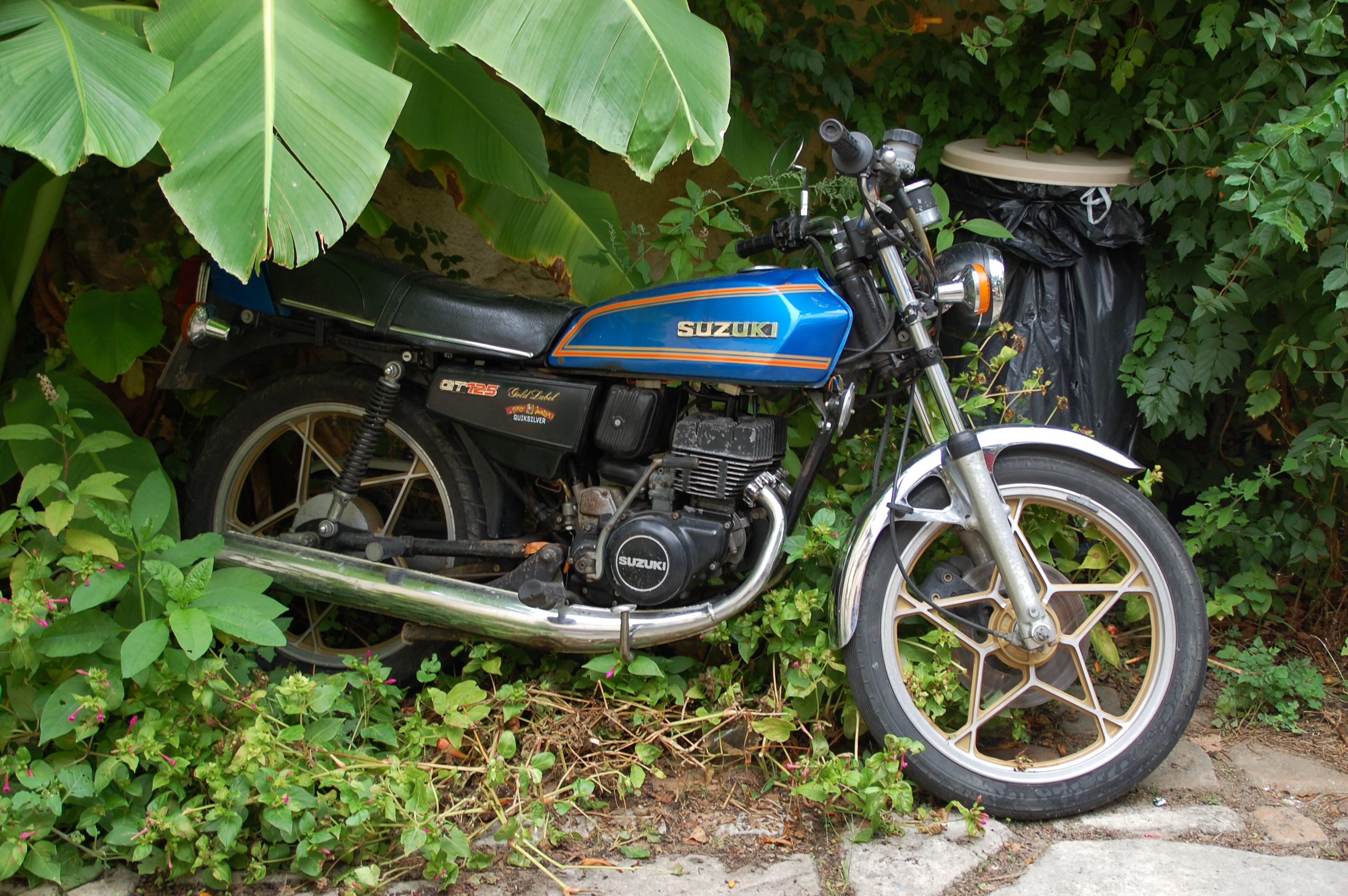
GT125

  - 空冷2ストローク直列2気筒エンジン搭載。

- GT185
  - 空冷2ストローク直列2気筒エンジン搭載。
  - 北米市場では「GT185 アドベンチャー」の名称で販売された。

- GT250
  - 空冷2ストローク直列2気筒エンジン搭載。
  - 北米市場では「GT250 ハスラー」の名称で販売された。

- GT380
  - 1972年発売。空冷2ストローク直列3気筒エンジン搭載。
  - 北米市場では「GT380 セブリング」の名称で販売された。

- GT550
  - 1972年発売。空冷2ストローク直列3気筒エンジン搭載。
  - 北米市場では「GT550インディ」の名称で販売された。

- GT750
  - 1972年発売。水冷2ストローク直列3気筒エンジン搭載。
  - 北米市場では「GT750 ル・マン」の名称で販売された。

## GTシリーズの関連車種
- GT50P
  - 空冷2ストローク単気筒エンジン搭載。国内版RG50の輸出モデル名称（オランダ仕様など）。これ以外にも、仕向け地によって「X1」（ドイツ仕様）や「ZR50」などの別名称がある。
  - スポークホイールを装備する通常モデルの他、RG50E相当のキャストホイール装備タイプとして、派生モデル「GT50Pスペシャル」「X1E」などが存在する。

- GT200 X5
  - 空冷2ストローク直列2気筒エンジン搭載。国内版RG185の排気量拡大版にあたり、輸出専用モデルとなる。
  - RG185が発売された翌年の1979年に発売され、1999年まで販売を継続されたロングセラーモデル。

- GT250 X7
  - 空冷2ストローク直列2気筒エンジン搭載。国内版RG250の輸出モデル名称。
  - RG250と同年の1978年に発売され、1999年まで販売を継続されたロングセラーモデル。

- GT500
  - 空冷2ストローク直列2気筒エンジン搭載。T500の後期モデルの別名称（輸出仕向け地によってはT500として継続）。
  - 北米市場では「T500 タイタン」および「GT500 タイタン」としてサブネーム付きの名称で販売された。